# Jelena Cybienko
Jelena Zacharowna Cybienko (ros. Елена Захаровна Цыбенко; ur. 2 stycznia 1923 w Carskim Siole, zm. 17 grudnia 2011 w Moskwie) – rosyjska historyczka literatury, slawistka, komparatystka. Od 1973 profesor Uniwersytetu Moskiewskiego; badaczka polskiej literatury oraz rosyjsko-polskich i polsko-rosyjskich związków literackich.

## Życiorys
Urodziła się 2 stycznia 1923 w mieście Carskie Sioło (dziś Puszkin) pod Leningradem, w rodzinie zawodowego oficera. Rok przed wybuchem II wojny światowej rozpoczęła studia romanistyczne na Uniwersytecie Leningradzkim. Następnie studiowała rusycystykę na uniwersytecie w Swierdłowsku. Ostatecznie ukończyła studia filologiczne w 1945 na Uniwersytecie im. Łomonosowa w Moskwie (MGU) ze specjalizacją rusycystyczną. W latach 1945–1948 odbyła aspiranturę w zakresie polonistyki w Katedrze Filologii Słowiańskiej tegoż uniwersytetu.
Na wybór specjalności polonistycznej wpłynął m.in. fakt, że zarówno w Swierdłowsku, jak i w Moskwie uczęszczała na wykłady późniejszego wicedyrektora Instytutu Badań Literackich Polskiej Akademii Nauk, prof. Henryka Wolpego. To wówczas zafascynowała się twórczością Bolesława Prusa. W 1951 obroniła pracę na stopień kandydata nauk – Realizm twórczości Bolesława Prusa.
Już w 1948 rozpoczęła wykłady z historii literatury polskiej na moskiewskim uniwersytecie. Prowadziła przez kilkadziesiąt lat główny kursowy wykład z historii literatury polskiej, obejmujący okres od średniowiecza po czasy współczesne. Zdobyła gruntowną wiedzę o polskiej literaturze i sama wychowała wielu wybitnych polonistów (była np. promotorem prawie dwudziestu doktoratów). Prowadziła także wykłady monograficzne o twórczości Bolesława Prusa i Henryka Sienkiewicza, rozwoju polskiej powieści w wieku XIX, Adamie Mickiewiczu w Rosji, polsko-rosyjskich związkach literackich w wieku XIX i XX, polskiej prozie przełomu XX i XXI wieku oraz związkach literatur zachodniej i południowej Słowiańszczyzny z literaturą rosyjską. 
W 1952 objęła stanowisko docenta katedry filologii słowiańskiej. W 1969 obroniła wydaną drukiem rozprawę Polska powieść społeczna XIX wieku od lat czterdziestych po siedemdziesiąte, uzyskując stopień doktora (odpowiednik polskiego doktora habilitowanego). W 1971 otrzymała tytuł profesorski i wkrótce objęła funkcję zastępcy ds. literaturoznawstwa kierownika katedry filologii słowiańskiej. Funkcję tę pełniła do 2001. Przez trzy dekady była także zastępcą redaktora naczelnego czasopisma „Wiestnik Moskowskogo Uniwiersitieta. Fiłołogija”.
Z zakresu komparatystyki opublikowała m.in. Cechy charakterystyczne polskiej i rosyjskiej prozy lat 30.–40. XIX wieku (1973) oraz tom studiów Z dziejów polsko-rosyjskich związków literackich XIX–XX w.
Pisała rozprawy i szkice, m.in. na temat Mickiewicza, Boguckiego, Kraszewskiego, Lama, Bałuckiego, Jeża, Orzeszkowej, Sienkiewicza, Konopnickiej, Żeromskiego, Reymonta i Iwaszkiewicza. Jest autorką zarysu powojennej literatury polskiej (1945–1970) opublikowanego w Historii literatur obcych po rewolucji październikowej.
W 1978 opublikowała drugą poważną monografię Z historii polsko-rosyjskich związków literackich, a w 1983 – Turgieniew a literatura polska. 
W latach 1991–2001 kierowała zespołem badawczym, pracującym nad tematem: „Rosyjska literatura w świecie współczesnym”. W 1992 otrzymała tytuł zasłużonego profesora Moskiewskiego Uniwersytetu Państwowego.
Po 2001 z racji wieku nie pełniła już w katedrze kierowniczych funkcji, ale prowadziła różne wykłady i seminarium, pisała kolejne artykuły, uczestniczyła w sesjach. Zmarła 17 grudnia 2011 w Moskwie.